# Rapacité
Pour plus de détails, voir Fiche technique et Distribution.
Rapacité est un film français réalisé par André Berthomieu, sorti en 1930.

## Fiche technique
- Titre : Rapacité
- Réalisation : André Berthomieu
- Scénario : Eugène Barbier
- Lieux de tournage : Studios de Saint-Laurent-du-Var[1]
- Pays d'origine : France
- Format : Noir et blanc - 1,33:1 - Film muet
- Genre : drame
- Date de sortie : 1930

## Distribution
- Gaston Jacquet : Le docteur Blanchard
- Florence Gray : Cécile Chabert
- René Lefèvre : Edmond Chabert
- Suzanne Christy
- Jean Diener
- Émile Matrat